# Elitni (Rostov)
|  | Per a altres significats, vegeu «Elitni». |

Elitni (en rus: Элитный) és un poble (un possiólok) de l'óblast de Rostov, a Rússia, que en el cens del 2010 tenia 312 habitants, pertany al districte d'Aksai.